# Айова (река)
Айова (на английски: Iowa River) е река, приток на река Мисисипи, която тече в щата Айова, САЩ. Нейната дължина е 323 mi (520 km), и е отворена за малки речни плавателни съдове до Айова Сити, на около 65 mi (105 km) от устието и. Основен приток е река Сидър.

## Течение
Реката се образува от два клона-Западен клон и Източен клон. И двата извират в окръг Ханкок. Всеки от тях е с дължина от около 38 mi (61 km) и се сливат в Белмонд.
Айова след това тече приблизително в югоизточна посока, минава през град Айова-Фолс, през живописна долина в Стиймбоут Рок, след това през град Елдора, Маршаллтаун, Тама, и Маренго. В окръг Джонсън тя навлиза в язовира Коралвил, който завива на юг към преливника. Реката тече главно на юг и минава през град Айова и Университета на Айова. Язовира Лоухед в Айова Сити е последният язовир на реката преди тя да се влее в Мисисипи. Южно от Айова Сити, в окръг Вашингтон тя се слива с Инглиш Ривър, а след това в окръг Луис приема водите на Сидър Ривър, след което се влива в Мисисипи.

## Използване
Айова се използва за любителски и промишлен риболов.
Щатския парк Пайн Лейк е разположен на река Айова в Елдора.

## Наводнения
Реката е излизала от коритото си и е заливала големи площи. По-големи наводнения се случват през юни 2008 г. и Голямото наводнение 1993 година. Река Сидър и нейните притоци, включително Шел Рок Ривър, могат да допринесат също за наводненията.
Така е разрушен историческия висящ мост в Чарлс Сити, Айова.